# Ingvald Ulveseth

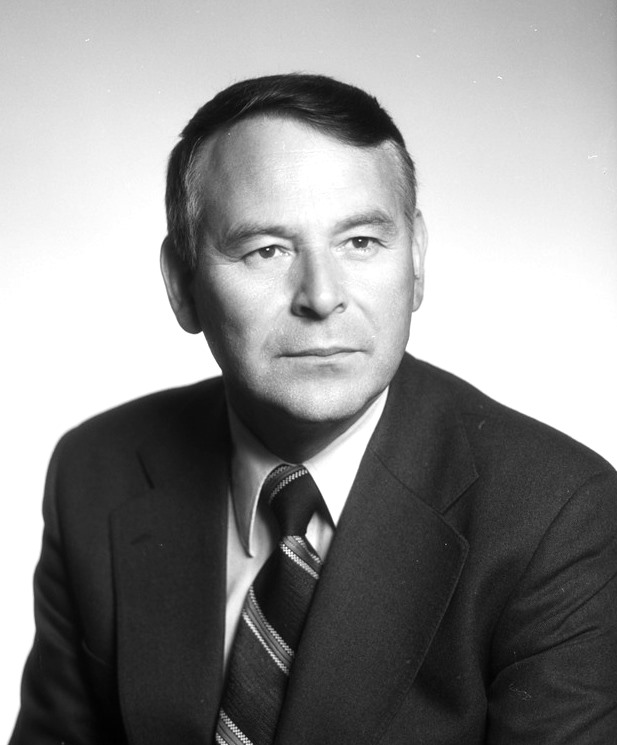
Ingvald Ulveseth, 1976

Ingvald Johan Ulveseth (* 25. August 1924 in Fjell; † 14. März 2008) war ein norwegischer Politiker der Arbeiderpartiet (Ap). Von 1965 bis 1973 war er Abgeordneter im Storting, von Oktober 1973 bis Januar 1976 der Industrieminister seines Landes. Anschließend fungierte er bis 1994 Fylkesmann von Sogn og Fjordane.

## Leben
Im Jahr 1949 schloss Ulveseth sein Studium des Bauingenieurwesens an der Norwegischen Technischen Hochschule (NTH) ab. Anschließend arbeitete er in einer bautechnischen Beratungsfirma in Bergen. Von 1952 bis 1961 war er schließlich als Gemeindeingenieur in seiner Heimatkommune Fjell tätig, bevor er bis 1964 erneut in der Privatwirtschaft tätig war. Während dieser Zeit engagierte er sich auch in der Lokalpolitik und er saß in den Jahren 1955 bis 1967 im Kommunalparlament von Fjell. Dabei fungierte er zwischen 1958 und 1965 als Bürgermeister der Kommune. Zudem war er von 1958 bis 1965 Abgeordneter im Fylkesting der damaligen Provinz Hordaland.
Zum 1. Januar 1964 wurde Ulveseth zum Staatssekretär im Kommunal- und Arbeitsministerium ernannt. Er gehörte dabei der Regierung Gerhardsen IV an und war unter Minister Jens Haugland tätig. Sein Amt übte er dort bis zum 31. Juli 1965 aus. Bei der Parlamentswahl 1965 zog Ulveseth erstmals in das Storting ein. Er vertrat dort den Wahlkreis  Hordaland und wurde zunächst Mitglied im Ausschuss für Wälder, Gewässer und Industrie. Zum 1. Oktober 1967 ging er in den Industrieausschuss über. Im Anschluss an die Wahl 1969 wurde er der stellvertretende Vorsitzende des Industrieausschusses.
Am 16. Oktober 1973 wurde Ulveseth zum Industrieminister in der neu gebildeten Regierung Bratteli II ernannt. Er behielt den Ministerposten bis zum Abtritt der Regierung am 15. Januar 1976. Anschließend fungierte er bis 1994 als Fylkesmann (heute Statsforvalter) des damaligen Fylkes Sogn og Fjordane. Er hatte das Amt bereits 1971 erhalten, war aber zunächst noch durch sein Mandat im Storting und seine Amtszeit als Minister verhindert. Entsprechend übernahm Arne Ekeberg von 1971 bis 1976 das Amt als Fylkesmann der Provinz.